# Rinczinnjamyn Amardżargal
Rinczinnjamyn Amardżargal (mong. Ринчиннямын Амаржаргал; ur. 2 lutego 1961 w Ułan Bator) – mongolski polityk i ekonomista, poseł do mongolskiego parlamentu, minister spraw zagranicznych, premier Mongolii w latach 1999–2000. Polityk Partii Demokratycznej.

## Życiorys
Ukończył liceum w Ułan Bator, a następnie studia ekonomiczne na Uniwersytecie im. S.G. Stroganowa w Moskwie. Następnie pracował jako wykładowca na mongolskich wyższych uczelniach.
Od początku swojej kariery politycznej związany z Partią Demokratyczną.
W 1996 został wybrany do parlamentu i objął tekę ministra spraw zagranicznych jako polityk Koalicji Demokratycznej. Następnie od 30 lipca 1999 do 26 lipca 2000 pełnił funkcję premiera Mongolii. Utracił władzę w wyniku wyborów parlamentarnych przejęcia przez Mongolską Partię Ludowo-Rewolucyjną 72 z 76 mandatów w Wielkim Churale Państwowym.
Amardżargal nie dostał się wówczas do parlamentu, jednak w wyborach w 2004, 2008 i 2012 roku uzyskiwał mandat poselski z ramienia Partii Demokratycznej z okręgu wyborczego obejmującego dzielnicę Süchbaatar w stolicy kraju
W roku 2013 chciał zrezygnować ze swojego mandatu poselskiego, w proteście przeciwko nieodpowiedzialnej polityce rządu, ale Wielki Churał Państwowy nie wyraził na to zgody.
W listopadzie 2014, po dymisji Norowyna Altanchujaga ze stanowiska szefa rządu został wskazany przez Partię Demokratyczną jako kandydat na premiera. Kandydatura Amardżargala nie została jednak dobrze przyjęta przez pozostałe partie tworzącej się na nowo koalicji i ostatecznie premierem został inny polityk Partii Demokratycznej – Czimedijn Sajchanbileg.
Prowadzi fundację swojego imienia zajmującą się sprawami politycznymi i społecznymi.